# 1946年度の将棋界
1946年度の将棋界（1946ねんどのしょうぎかい）では、1946年（昭和21年）4月から1947年（昭和22年）3月の将棋界に関する出来事について記述する。

## できごと

### 1946年5月
- 12日 - 第1期順位戦が開幕。八段（A級）14名、七・六段（B級）15名、五・四段（C級）29名で行われた[1][2]。

### 1946年7月
- 23日 - 坂田三吉八段が死去。享年76歳[2][3]。

### 1946年9月
- 17日 - 木村義雄名人と升田幸三七段の「木村・升田五番勝負」が開始された。第1局（升田の香落下手）は升田幸三七段の勝利[2]。
- 木村・升田五番勝負第2局（平手）は升田幸三七段の勝利[2]。

### 1946年12月
- 木村・升田五番勝負第3局（平手）は升田幸三七段の勝利。五番勝負は升田の3連勝で終局した[2]。

### 1947年2月
- 第6期名人戦の挑戦者を決定する八段戦では、塚田正夫八段、大野源一八段、萩原淳八段が10勝3敗の同点となり、挑戦者決定リーグ戦が行われた。結果、塚田正夫八段が木村義雄名人への挑戦権を獲得[4]。

### 1947年3月
- 4日 - 第6期名人戦七番勝負第1局が行われ、木村義雄名人が先勝（木村義雄名人 1-0 塚田正夫八段）[5]。
- 10日 - 第6期名人戦七番勝負第2局が行われ、木村義雄名人が勝利（木村義雄名人 2-0 塚田正夫八段）[5]。
- 19日 - 第6期名人戦七番勝負第3局が行われ、持将棋となった[5]。
- 23日 - 第6期名人戦七番勝負第4局が行われ、塚田正夫八段が勝利（木村義雄名人 2-1 塚田正夫八段）[6]。

## 記録

### 順位戦
第1期順位戦 (1946年5月 - 1947年2月)
| 次期クラス | 棋士     | 成績    |
| ---------- | -------- | ------- |
| A級        | 升田幸三 | 12勝2敗 |
| B級        | 丸田祐三 | 12勝2敗 |

| 次期クラス | 棋士             | 成績    |
| ---------- | ---------------- | ------- |
| B級        | 村上真一         | 6勝7敗  |
| B級        | 渡辺東一         | 6勝7敗  |
| B級        | 小泉兼吉         | 5勝7敗  |
| B級        | 金易二郎         | 4勝9敗  |
| B級        | 梶一郎           | 4勝9敗  |
| B級        | 斎藤銀次郎       | 3勝9敗  |
| B級        | 金子金五郎       | 3勝10敗 |
| C組        | 松下力           | 7勝7敗  |
| C組        | 藤内金吾         | 5勝9敗  |
| C組        | 荒巻三之         | 5勝9敗  |
| C組        | 飯塚勘一郎       | 3勝10敗 |
| C組        | 宮松関三郎(引退) | 1勝12敗 |
| C組        | 平野信助(引退)   | 0勝14敗 |

## 昇段・引退
| 昇段 | 棋士             | 昇段日 | 昇段理由 | 注     |
| ---- | ---------------- | ------ | -------- | ------ |
| 四段 | 丸田祐三         | 1946年 | -        | [ 11 ] |
| 五段 | 志沢春吉         | 1946年 | -        | [ 12 ] |
| 五段 | 藤川義夫         | 1946年 | -        |        |
| 引退 | 棋士(引退時段位) | 引退年 | 引退理由 | 注     |
| 引退 | 永沢勝雄 四段    | 1946年 | -        | [ 13 ] |
| 引退 | 山本樟郎 七段    | 1946年 | -        | [ 13 ] |